# (2642) Vésale
(2642) Vésale es un asteroide perteneciente al cinturón de asteroides, descubierto el 14 de septiembre de 1961 por Sylvain Julien Victor Arend desde el Real Observatorio de Bélgica, Uccle.

## Designación y nombre
Designado provisionalmente como 1961 RA. Fue nombrado Vésale en honor al científico y cirujano belga Andrés Vesalio.